# 吉野芳夫
吉野 芳夫（よしの よしお、1942年〈昭和17年〉11月22日 - ）は、日本の実業家。「ミスターバナナ」の異名を取り、商社においてバナナを中心とした食品卸業を専門とした。日本バナナ輸入組合理事長。

## 経歴
埼玉県滑川町に生まれる。ヤオコーの川野幸夫会長とは幼馴染み。埼玉県立松山高等学校、東京大学教育学部を卒業後、1965年4月に安宅産業に入社する。安宅産業が経営危機によって1977年に 伊藤忠商事に吸収合併されると、吉野は農産食品部農産課（当時）の課長に就任し、フィリピンでのバナナ生産事業の責任者を務める。
1984年にシーアイフルーツ 社長に就任。以後、伊藤忠商事の東北支社長、取締役食糧部門長、常務執行役員を歴任した。
2002年雪印アクセスの代表取締役副社長に就任する。2003年、代表取締役社長に就任する。2004年に、雪印アクセスは伊藤忠商事の子会社となり、日本アクセスに改称した。2009年に代表取締役会長に就任。その後、相談役を務めた。
2013年にドール・インターナショナル・ホールディングス 代表取締役会長に就任。
2016年には、日本バナナ輸入組合理事長となる。2017年に退任。
2021年、特定非営利活動法人「流通農業大学」理事長に就任。

## 賞歴
- 2009年 - 第42回食品産業功労賞 流通部門[7]